# Perská říše

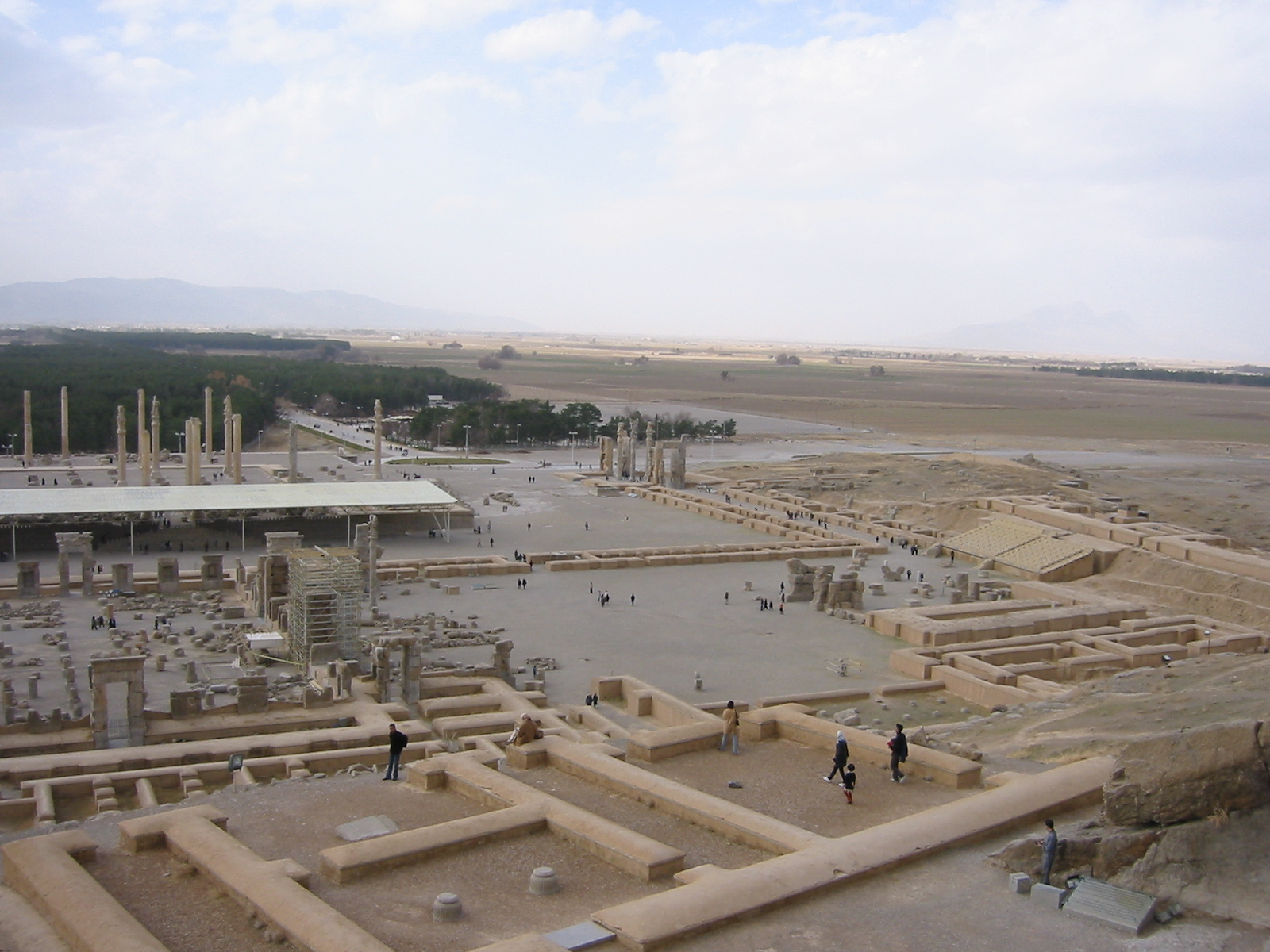
Ruiny Persepole, administrativního centra původní perské říše

Perská říše je obecné pojmenování pro různé historické státní útvary v oblasti Persie (dnešního Íránu) obývané Peršany. Název pochází z řeckého názvu Persis, staropersky Pársa, název oblasti dnes zvané Fárs. Pojem „perská říše“ se vztahuje zejména ke starověké Achaimenovské říši (550–330 př. n. l.), na kterou je z evropské perspektivy tradičně pohlíženo jako na orientální despocii, které se slabší nejednotné Řecko dokázalo ubránit v řecko-perských válkách v 5. století př. n. l. Nakonec byla Achaimenovská říše ve 4. století př. n. l. ovládnuta makedonským vojevůdcem Alexandrem Velikým. 

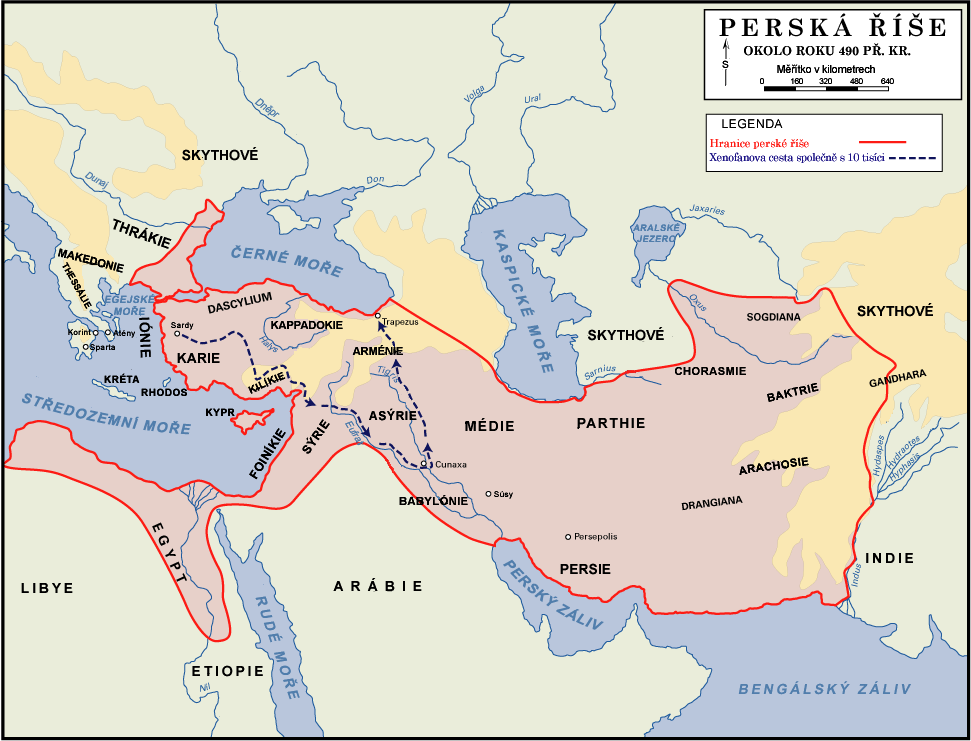
Achaimenovská říše kolem roku 490 př. n. l.

Pojem novoperská říše se užívá pro Sásánovskou říši (224–651 n. l.), ale jako perská se neoznačuje poměrně krátce existující Seleukovská říše vzniklá na troskách Alexandrova dědictví ani pozdější parthská říše, kterou založili a po staletí ovládali Peršanům příbuzní Parthové. Kromě klasických starověkých říší se označení „perská říše“ používá i pro pozdější státní útvary v oblasti, přičemž oba pojmy Persie a Írán jsou synonyma.

## Seznam perských říší

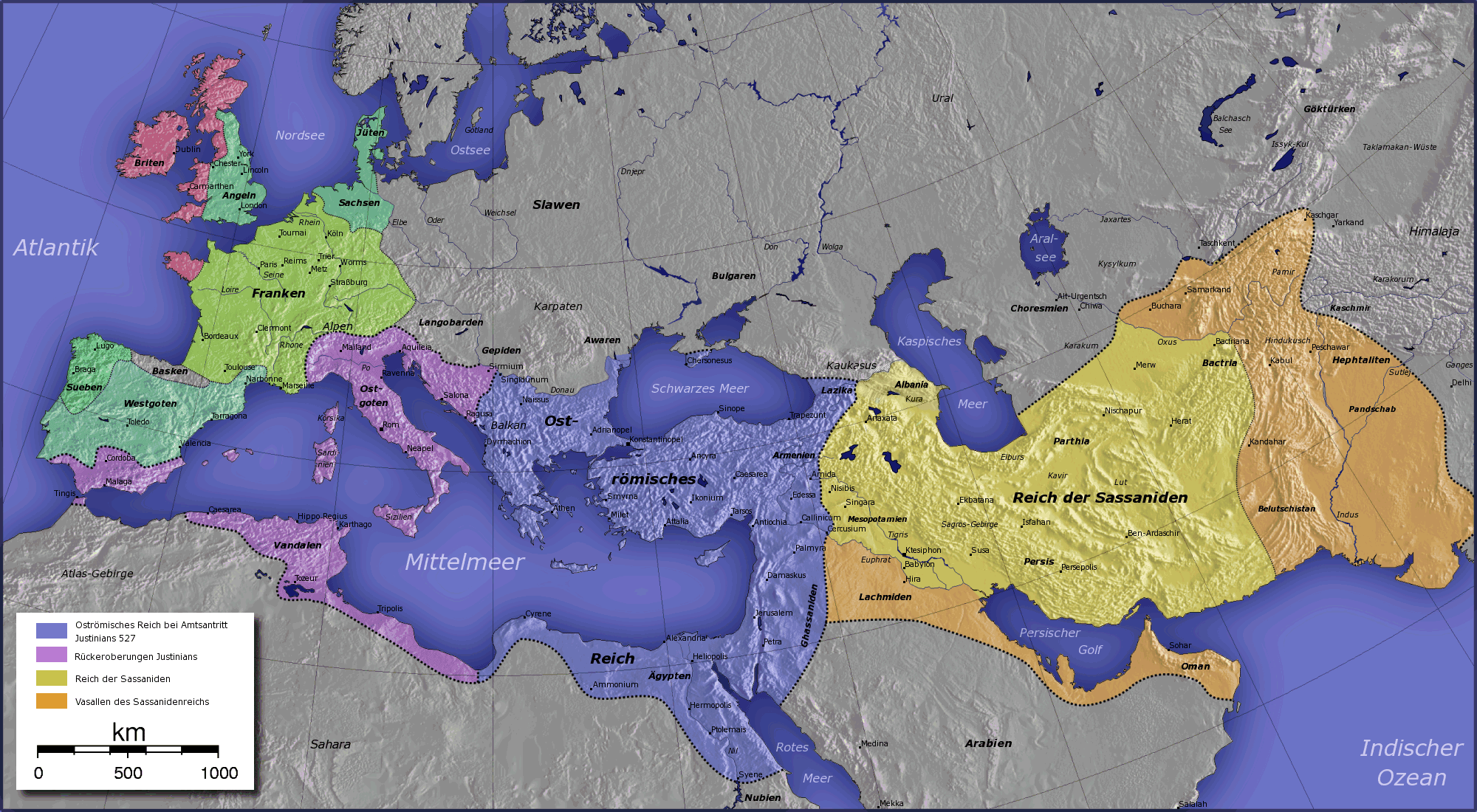
Sásánovská říše kolem roku 550 n. l.)

- Achaimenovská říše (550–330 př. n. l.), také „první perská říše“ (ve skutečnosti bezejmenná)
- Parthská říše, také „arsakovská říše“ (247 př. n. l. – 224 n. l.), moderními historiky není zpravidla nazývána perskou, ale západními současníky byla často chápána jako Persie.
- Sásánovská říše, také „novoperská říše“ (224–651 n. l.)
- Safíovská říše (1501–1736)
- Afšárovská říše (1736–1796)
- Írán v době dynastie Zandů (1750–1794)
- Kádžárovský Írán (1785–1925)
- Íránské císařství (1925–1979), kterému vládla dynastie Pahlaví

## Pojem
Pojem „perská říše“ staří Peršané pro svůj stát nikdy nepoužívali. Za Achaimenovců oficiální pojmenování říše neexistovalo vůbec a perští vyslanci se uchylovali k opisům typu „země náležející králi“, jak o tom svědčí spartsko-perská smlouva z let 412–411 př. n. l., dochovaná u Thúkydida. Oficiální označení říše nebylo v té době nutné, protože moc perských vládců neměla na Středním východě ani ve Středomoří konkurenta. Dokonce i starobylý Egypt byl jen jednou z perských satrapií (provincií), perští velkokrálové vládli Egyptu coby v pořadí 27. dynastie, a dále coby 31. dynastie.
Jednotící název státu byl zaveden až za novoperské říše ve 3. století n. l., kdy se monarchie potřebovala vymezit vůči svému římskému protějšku ve Středomoří. Tak vznikl zcela nový termín Érán šahr (říše Árjů), jenž svými etnickými i náboženskými konotacemi dobře vyhovoval vládnoucímu rodu Sásánovců. V titulatuře králů na mincích a nápisech se objevila dualistická formule král králů Éránu a Anéránu (tj. Neíránu), nahrazující dosavadní jednoduchý titul král králů, popř. velký král. V pozdní fázi sásánovské epochy lze v panovnické titulatuře zaznamenat sílící tendence k univerzalismu (pán a král celé země apod.).